# Ludwig von Höhnel
Ludwig von Höhnel, född den 6 augusti 1857 i Pressburg, död den 23 mars 1942 i Wien, var en österrikisk Afrikaresande.
von Höhnel deltog i den av greve Samu Teleki 1887–88 ledda Afrika-expeditionen, varunder Rudolf- och Stephaniesjöarna upptäcktes (1888) och beskrev dess resultat i Zum Rudolfsee und Stephaniesee (1892) och (med Suess och andra) Beiträge zur geologischen Kenntniss des östlichen Afrika (i Vetenskapsakademiens i Wien publikationer, 1891). Åren 1892-93 följde von Höhnel amerikanen William Astor Chanler på en expedition från Vitukusten till landets inre.